# Karl Gerstl
Karl Franz Gerstl (* 23. November 1902 in Wien; † 23. Oktober 1979 in Melk) war ein nationalsozialistischer Kreisleiter im Kreis Lilienfeld. 

## Leben
Karl Gerstl trat zum 7. Jänner 1931 der NSDAP (Ortsgruppe Pöggstall) bei (Mitgliedsnummer 363.721). Von Dezember 1933 bis März 1934 war er illegaler Bezirksgeschäftsführer, von Oktober 1934 bis August 1937 Bezirksleiter. Ab September 1937 fungierte Karl Gerstl als Kreisleiter des damaligen Kreises Pöggstall (der später mit dem Kreis Melk verschmolzen wurde). Vom 22. Juni 1938 bis zum 1. April 1940 fungierte Eichinger als Kreisleiter des Kreises Lilienfeld. Er wurde am 30. November 1948 zu einer zehnjährigen Kerkerstrafe verurteilt und am 24. November 1949 vom Bundespräsidenten Karl Renner begnadigt.